# 프라하의 봄 (영화)
《프라하의 봄》(영어: The Unbearable Lightness of Being)은 1988년 개봉한 미국의 드라마 영화이다. 필립 코프먼이 감독을 맡았으며, 밀란 쿤데라의 동명 소설 《참을 수 없는 존재의 가벼움》이 영화의 원작이다.